# Kirkus Reviews
Kirkus Reviews (auch Kirkus Media) ist ein US-amerikanisches Magazin für Literaturkritik. Es wurde 1933 durch Virginia Kirkus (1893–1980) gegründet. Der Verlagssitz ist New York City.
Kirkus Reviews vergibt jährlich den Kirkus Prize für Autoren in den Sparten Fiktion, Nonfiction und Kinderliteratur.